# Gelido (Alex Britti)
Gelido è un singolo del cantautore italiano Alex Britti, pubblicato nel novembre 1998 come secondo estratto dall'album It.Pop

## Descrizione
Prodotto da Alex Britti e Massimo Mastrangelo, il singolo è stato arrangiato e remissato nbel 1998 da Filippo Soracca e Alex Voghi al Krusty Studios di Piacenza, per la Krusty Productions. È stato pubblicato dalla Universal Music, in formato CD single, e dalla Do It Yourself Entertainment, in formato 12". Ne è stato inoltre realizzato anche un CD promo contenente la sola title track.

## Video musicale
Il video musicale è stato diretto dai Manetti Bros. e riprende in parte le atmosfere e i colori del video Solo una volta (o tutta la vita), sempre girato dai Manetti Bros.

## Tracce
12"/CD single
Testi e musiche di Alex Britti.
1. Gelido (4 Da Funk Remix) – 5:00
2. Gelido (Club Remix) – 3:56
3. Gelido (Album Version) – 4:46

Durata totale: 13:42
CD promo
1. Gelido

## Formazione
- Alex Britti – voce, produzione
- Massimo Mastrangelo – produzione
- Giuseppe Spada – grafica
- Giuseppe Cedrone – fotografia